# Under djävulens färla
Under djävulens färla (franska: Sous le soleil de Satan) är en roman från 1926 av den franske författaren Georges Bernanos. Den handlar om en avsigkommen präst med innerlig tro på djävulens makt, som möter en ung kvinnlig mördare. Boken gavs ut på svenska 1928 i översättning av Axel Claëson och med förord av Anders Österling.
En filmatisering utkom 1987, i regi av Maurice Pialat och med Gérard Depardieu och Sandrine Bonnaire i huvudrollerna. Filmen vann Guldpalmen vid Filmfestivalen i Cannes 1987.